# Puy de Var
Le puy de Var est un sommet du Massif central, culminant à 566 m d'altitude, dans la commune de Clermont-Ferrand (Puy-de-Dôme, France).

## Accès
Le puy de Var est accessible par différents sentiers de randonnée.